# Matthew J. Murray
 (novembre 2012).
Si vous disposez d'ouvrages ou d'articles de référence ou si vous connaissez des sites web de qualité traitant du thème abordé ici, merci de compléter l'article en donnant les références utiles à sa vérifiabilité et en les liant à la section « Notes et références ».
Pour les articles homonymes, voir Murray.
Matthew J. Murray (1983 - 9 décembre 2007) est un criminel américain. Il est l'auteur des fusillades d’un centre de formation de missionnaires chrétiens et sur le parking d’une église évangélique (États-Unis) ayant fait 4 morts et 6 blessés.

## Les faits
Quatre personnes, et l’agresseur, ont été tuées et au moins six blessés lors de deux fusillades dans des établissements religieux du Colorado, le 9 décembre 2007.
Un homme armé a ouvert le feu peu après minuit dans une base de Jeunesse en Mission à Arvada, tuant deux employés et en blessant quatre autres. Environ 12 heures plus tard, une autre fusillade a fait trois morts, dont le tireur, à l'extérieur d'une église de Colorado Springs, à une centaine de kilomètres de là. L’agresseur s’est suicidé.
« Bientôt, je viendrai chercher tout le monde ; je serai armé jusqu’aux dents, et je tirerai pour tuer ». « Je n’ai pas de remords, pas de honte, peu importe si je meurs dans la fusillade. Tout ce que je veux, c’est tuer et blesser parmi vous, autant de personnes que possible, notamment les chrétiens qui sont la source de la plupart des problèmes de ce monde ».
Tels furent les derniers mots postés sur un site internet par le kamikaze Matthew Murray, après qu’il a tué deux personnes dans un centre de formation pour missionnaires chrétiens près de Denver aux États-Unis  et avant qu’il n’aille en tuer deux autres sur le parking d’une église évangélique, 120 kilomètres plus au sud. Il fut blessé au cours de cette seconde fusillade par un agent de sécurité, avant de se suicider avec son arme.
Matthew Murray avait été exclu en 2002 du centre de formation de missionnaires. Le Rocky Mountain News a indiqué qu'il en avait conçu de l'amertume et avait envoyé des menaces à l'établissement et à son directeur ces dernières semaines.